# Stema Hondurasului

Stema Hondurasului

Stema Hondurasului prezintă textul „Republica Honduras suveran liber și independent”, acoperit cu o cornucopie, o tolbă cu săgeți, flancat de copaci de foioase și stânci de calcar, cu un ochi masonic în centru. Stema Hondurasului a fost acceptată în 1825 și este valabilă și astăzi. A fost ușor modificată în 1935. Este similar cu stema Guatemalei din 1843.
Stema prezintă stema triunghiulară a Republicii Federale a Americii Centrale, cu un vulcan între două turnuri de aur într-un oval. Turnurile reprezintă pregătirea pentru apărare și independența țării. Triunghiul simbolizează egalitatea și libertatea. În spatele său se află un soare și un curcubeu.
În jurul ovalului se află textul Republica de Honduras Libre Soberana E Independiente, de unde și numele Republica liberă, suverană, independentă a Hondurasului. Pe oval sunt două cornucopii și un mănunchi de săgeți. Săgețile amintesc de locuitorii autohtoni ai țării. Sub oval este prezentat un peisaj cu stejari, pin, unelte folosite la cultivat și dispozitive pentru industria minieră - simboluri ale bogăției naturale a țării.